# Lubná (Zlín)
Lubná (in tedesco Lubna) è un comune della Repubblica Ceca facente parte del distretto di Kroměříž, nella regione di Zlín.